# آنخل بتولر
آنخل بتولر (اسپانیایی: Ángel Betular‎؛ ۲۲ دسامبر ۱۸۹۱ – ۳ ژوئن ۱۹۳۸) بازیکن فوتبال اهل آرژانتین بود.

## باشگاهی
از باشگاه‌هایی که در آن بازی کرده‌است می‌توان به باشگاه فوتبال راسینگ کلوب آویاندا اشاره کرد.